# Fährstraße 2 (Stralsund)

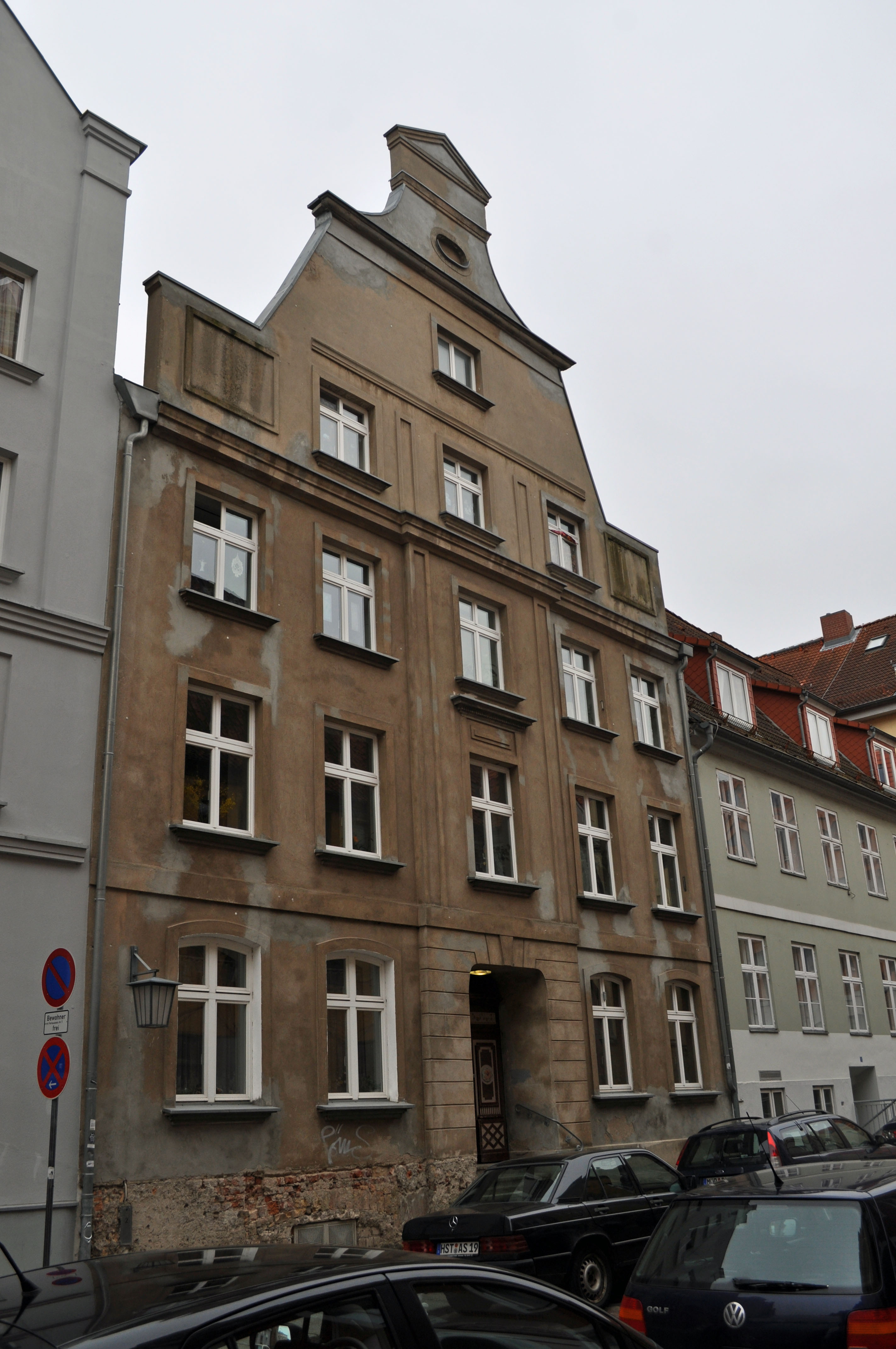
Das Haus Fährstraße 2 in Stralsund (2012)

Das Gebäude mit der postalischen Adresse Fährstraße 2 ist ein denkmalgeschütztes Bauwerk in der Fährstraße in Stralsund.
Das dreigeschossige und fünfsachsige, verputzte Giebelhaus ist im Kern gotisch. Es wurde im Jahr 1780 errichtet. Im Jahr 1792 erwarb der Tischlermeister Johann Heinrich Dumrath das Haus von Graf Ferdinand von Putbus und ließ die Fassade verändern und eine Wohnung im ersten Geschoss einrichten. Im 19. Jahrhundert wurde es erneut verändert und in den Jahren 1976 bis 1979 umfassend saniert und erneuert, dabei wurden Veränderungen an der Fassade und im Innenbereich vorgenommen. Eine erneute Sanierung des Hauses wurde im Jahr 2016 abgeschlossen.
Eine leichte Risalitbildung bis zum Giebelansatz hebt die Mittelachse mit dem Portal hervor. Der mehrgeschossige Giebel über dem kräftigen Hauptgesims zeigt einen geschwungenen Aufsatz mit Dreiecksbekrönung. Die frühklassizistische Tür mit Oberlicht stammt aus dem 18. Jahrhundert.
Das Haus liegt im Kerngebiet des von der UNESCO als Weltkulturerbe anerkannten Stadtgebietes des Kulturgutes „Historische Altstädte Stralsund und Wismar“. In die Liste der Baudenkmale in Stralsund ist es mit der Nummer 161 eingetragen.